# Bünzen AG
| AG ist das Kürzel für den Kanton Aargau in der Schweiz. Es wird verwendet, um Verwechslungen mit anderen Einträgen des Namens Bünzen zu vermeiden. |

Bünzen (schweizerdeutsch: ˈbʏntsə) ist eine Einwohnergemeinde im Schweizer Kanton Aargau. Sie gehört zum Bezirk Muri und liegt im oberen Bünztal. 1940 wurde Waldhäusern eingemeindet.

## Geographie
Bünzen liegt an der Bünz, einem teilweise kanalisierten Fluss, der in nordwestlicher Richtung fliesst. Das Dorf selbst befindet sich ganz im Süden des Gemeindegebiets und ist beinahe mit Boswil zusammengewachsen. Mehr als zwei Kilometer nördlich liegt auf 433 m ü. M. die Ortschaft Waldhäusern. Im Nordosten erstreckt sich der Wagenrain, ein bewaldeter Höhenzug, der die natürliche Grenze zum Reusstal bildet. Das Dorfzentrum befindet sich am Ende einer Moräne, die in die ansonsten weitgehend flache Ebene hineinragt.
Die Fläche des Gemeindegebiets beträgt 578 Hektaren, davon sind 166 Hektaren bewaldet und 63 Hektaren überbaut. Der höchste Punkt befindet sich auf 478 m ü. M. im Hüslirain nordöstlich von Waldhäusern, der tiefste auf 426 m ü. M. an der Bünz. Nachbargemeinden sind Bremgarten im Nordosten, Besenbüren im Osten, Boswil im Süden und Westen sowie Waltenschwil im Nordwesten.

## Geschichte
Die Gegend um Bünzen war bereits während der Jungsteinzeit besiedelt. Vor rund 14'000 Jahren bestand ein 2,2 Kilometer langer, 1,5 Kilometer breiter und bis zu 4 Meter tiefer See, an dessen Ufer Jäger und Fischer lebten. Dieser See verlandete dann vor rund 8000 Jahren und wurde durch ein Moor verdrängt, das bis weit ins 19. Jahrhundert die Landschaft prägte.
Bunzina wurde im Jahr 1259 erstmals urkundlich erwähnt. Der Name stammt vom lateinischen Pontina und bedeutet «Brückenort». Die Bewohner Bünzens waren den Herren von Reussegg (bei Sins) untertan. Diese häuften jedoch grosse Schulden an und mussten ihren Besitz 1321 an das Kloster Muri verkaufen, das somit auch die niedere Gerichtsbarkeit übernahm. Die Bewohner Waldhäuserns hingegen waren freie Bauern und verfügten über ihren eigenen Grundbesitz. Die Landesherrschaft und die hohe Gerichtsbarkeit lagen in den Händen der Habsburger.

Luftbild (Walter Mittelholzer)

1415 eroberten die Eidgenossen den Aargau. Bünzen war fortan ein Teil des Amtes Hermetschwil in den Freien Ämtern, einer Gemeinen Herrschaft; Waldhäusern gehörte zum Amt Boswil. Im Jahr 1529 traten die Bewohner beider Dörfer zur Reformation über. Dies wurde jedoch 1531 nach dem Zweiten Kappelerkrieg wieder rückgängig gemacht.
Im März 1798 nahmen die Franzosen die Schweiz ein und riefen die Helvetische Republik aus. Bünzen war zunächst eine Gemeinde im Distrikt Muri des kurzlebigen Kantons Baden, während Waldhäusern zum Distrikt Sarmenstorf gehörte. 1803 gelangten beide Gemeinden zum neu gegründeten Kanton Aargau. Das 1839 in Bünzen gegründete Bünzer Komitee setzte sich gegen eine noch liberalere Kantonsverfassung ein, doch alle Mitglieder wurden im Januar 1841 nach einem Aufstand, der den Aargauer Klosterstreit zur Folge hatte, festgenommen und verurteilt. In der zweiten Hälfte des 19. Jahrhunderts veränderte sich das Landschaftsbild völlig. Nachdem der Torf ausgebeutet worden war, legte man die Sümpfe an der Bünz trocken und erschloss sie für die Landwirtschaft.
1940 beschloss der Grosse Rat die zwangsweise Fusionierung der Gemeinde Waldhäusern, die damals knapp 130 Einwohner zählte, mit Bünzen, nachdem sich das näher gelegene Waltenschwil erfolgreich gegen die Übernahme der verarmten Gemeinde gewehrt hatte. Dennoch sank die Bevölkerungszahl Bünzens in den folgenden Jahrzehnten leicht. Seit 1980 hat sie jedoch um fast die Hälfte zugenommen.

## Sehenswürdigkeiten

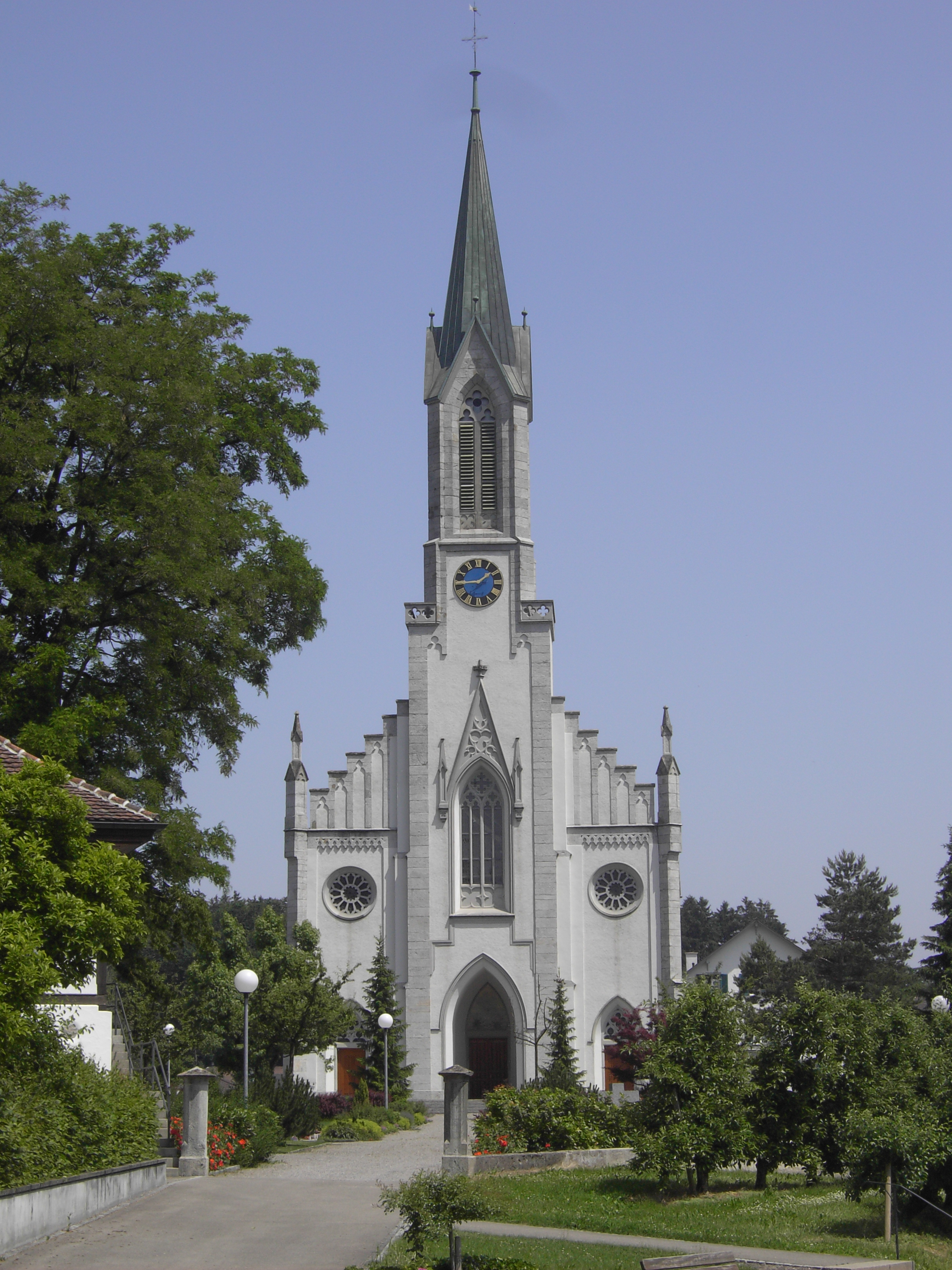
Kirche St. Georg

Als Ersatz für eine zu Beginn des 16. Jahrhunderts errichtete und wegen zu geringer Grösse abgebrochene Kirche beschloss die Kirchgemeinde 1850 einen Neubau. Den Zuschlag für die Gestaltung der neuen Pfarrkirche St. Georg erhielt der bekannte Architekt Joseph Caspar Jeuch. Die Einweihung dieser neugotischen Saalkirche erfolgte am 26. Oktober 1862.

## Wappen
Die Blasonierung des Gemeindewappens lautet: «In Weiss über blauem Fluss ausgerissene grüne Buche.» Die älteste Darstellung des Wappens stammt aus dem Jahr 1734, wobei der Baum einer Buche nachempfunden war. Ebenfalls eine Buche zeigte das Gemeindesiegel von 1811. Die heute verwendete stilisierte Form wurde 1955 eingeführt.

## Bevölkerung
Die Einwohnerzahlen entwickelten sich wie folgt (bis 1930 ohne Waldhäusern):
| Jahr      | 1749 | 1803 | 1850 | 1900 | 1930 | 1950 | 1960 | 1970 | 1980 | 1990 | 2000 | 2010 | 2020 |
| Einwohner | 205  | 352  | 440  | 474  | 693  | 759  | 782  | 718  | 683  | 850  | 865  | 1009 | 1128 |

Am 31. Dezember 2023 lebten 1233 Menschen in Bünzen, der Ausländeranteil betrug 18,9 %. Bei der Volkszählung 2015 bezeichneten sich 52,9 % als römisch-katholisch und 21,2 % als reformiert; 25,9 % waren konfessionslos oder gehörten anderen Glaubensrichtungen an. 93,4 % gaben bei der Volkszählung 2000 Deutsch als ihre Hauptsprache an, 1,5 % Italienisch, 1,0 % Serbokroatisch sowie je 0,8 % Französisch und Albanisch.

## Bilder

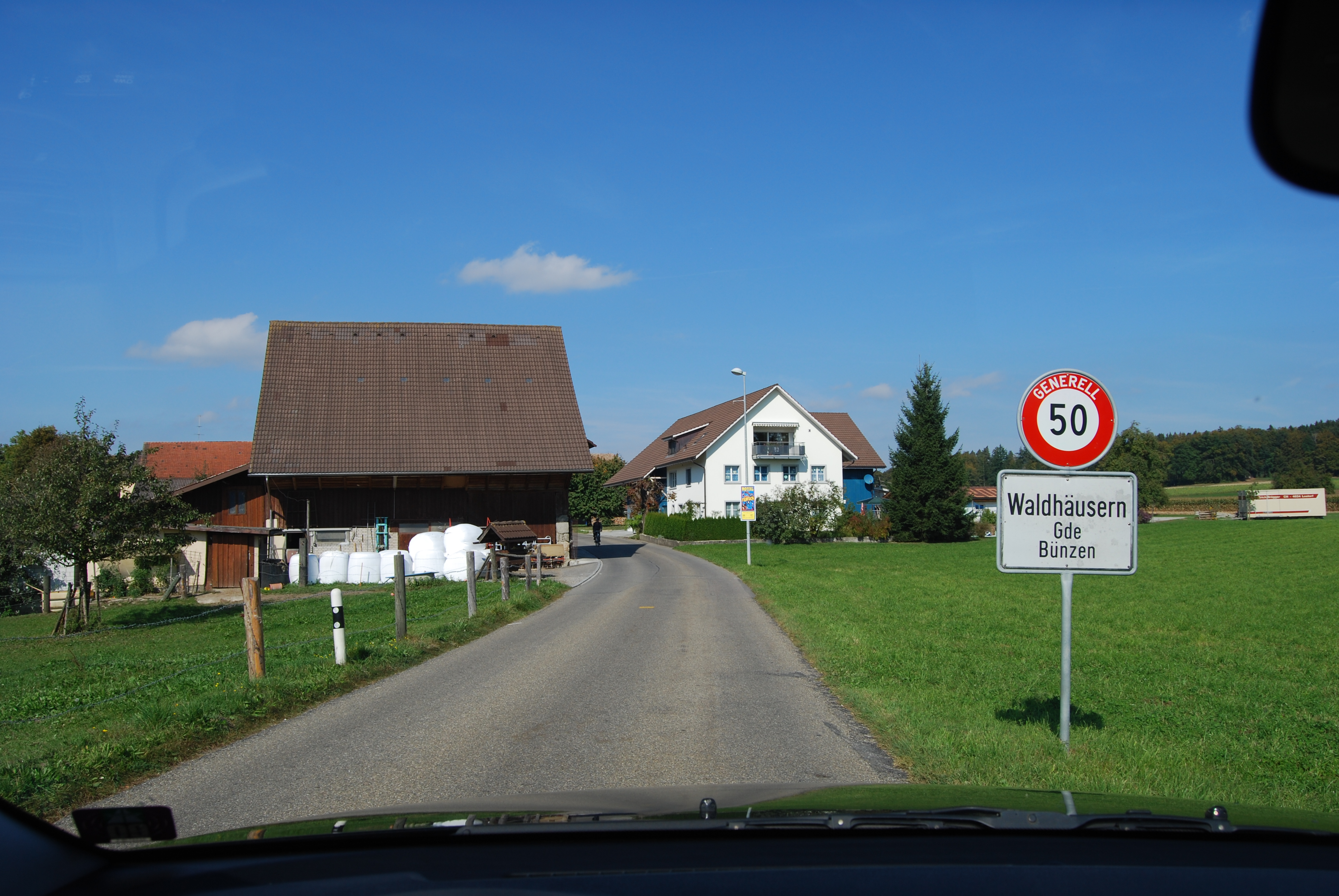
Waldhäusern
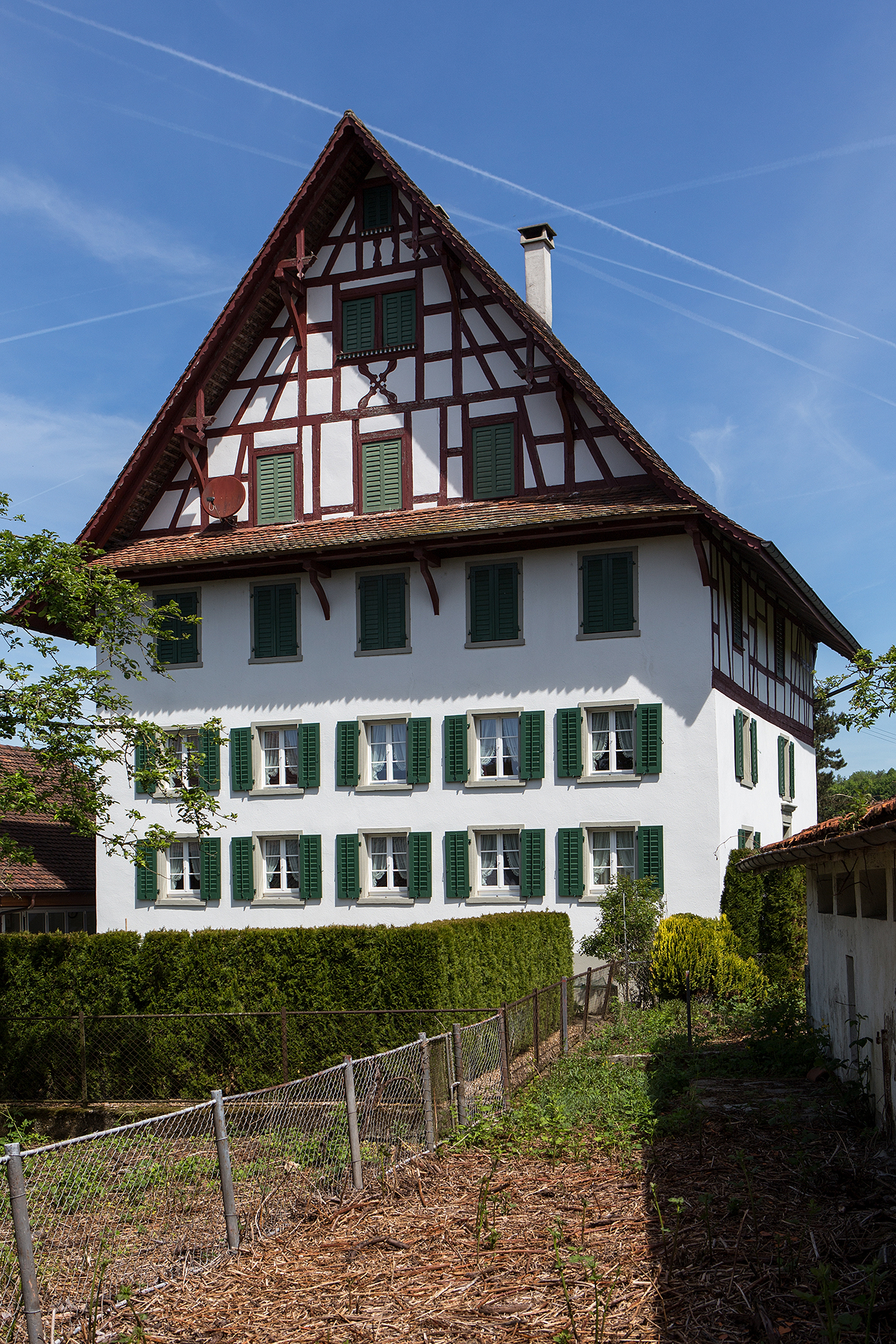
Fähnrichhaus in Waldhäusern
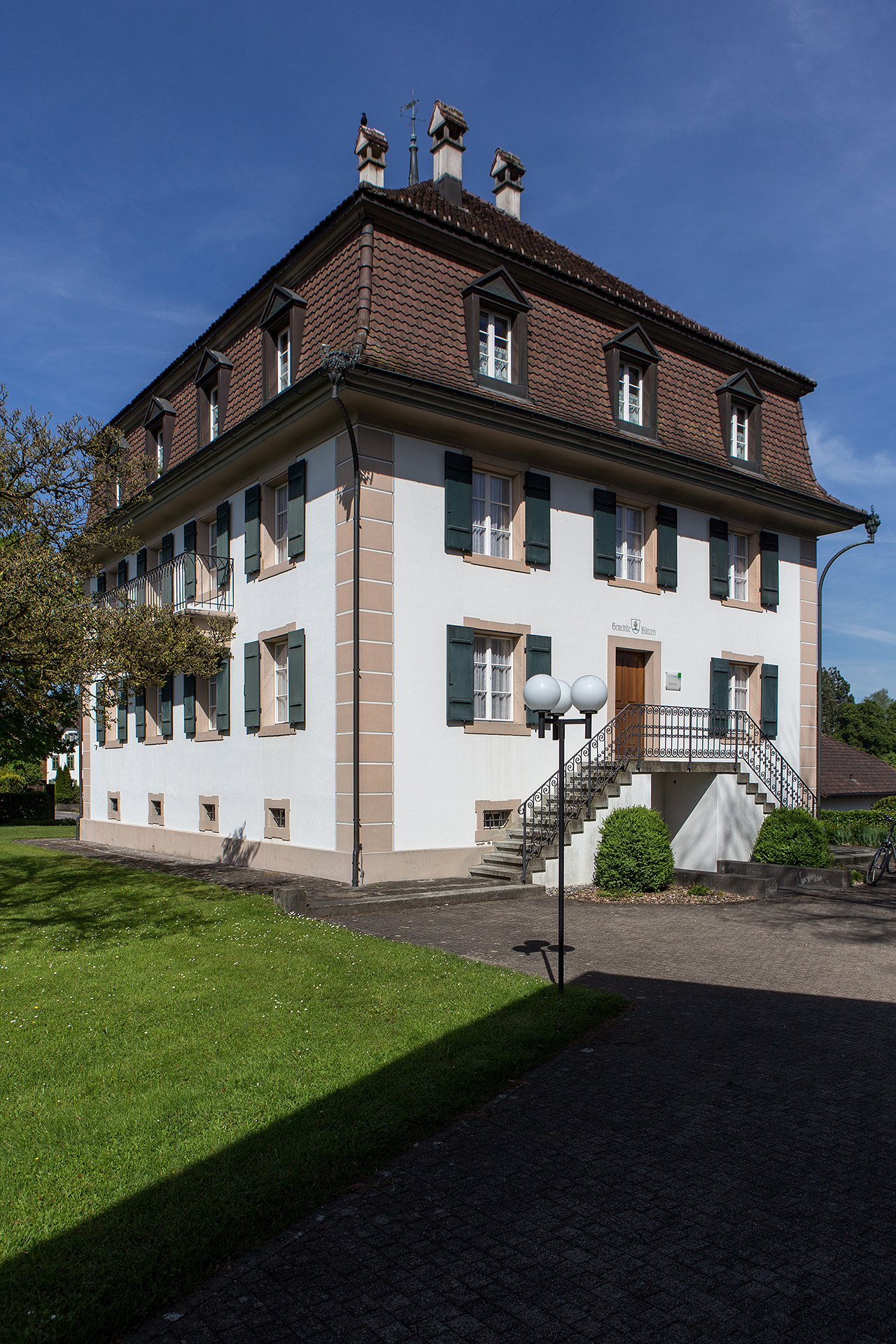
Freienhof
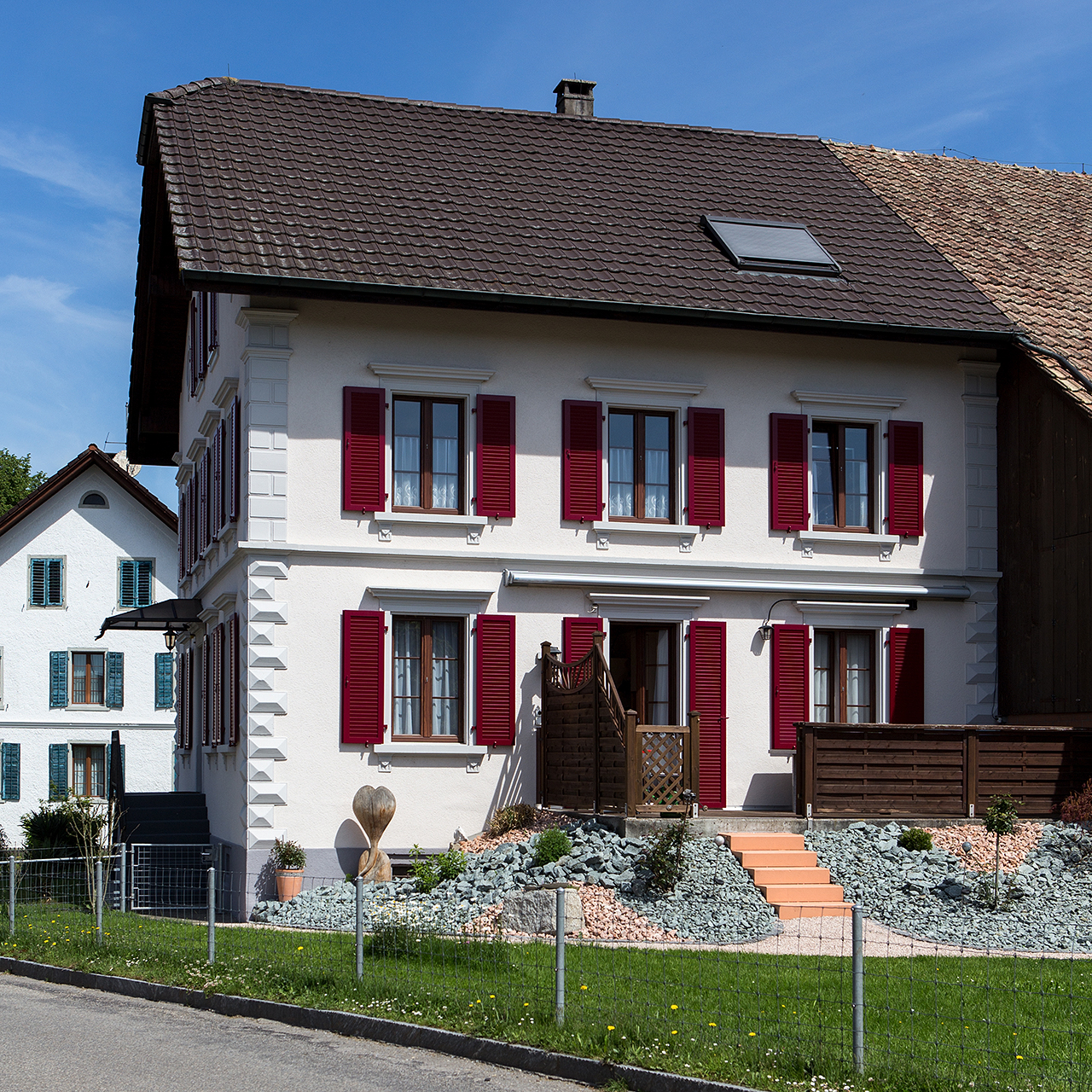
Wohnhaus Dorfstrasse 4
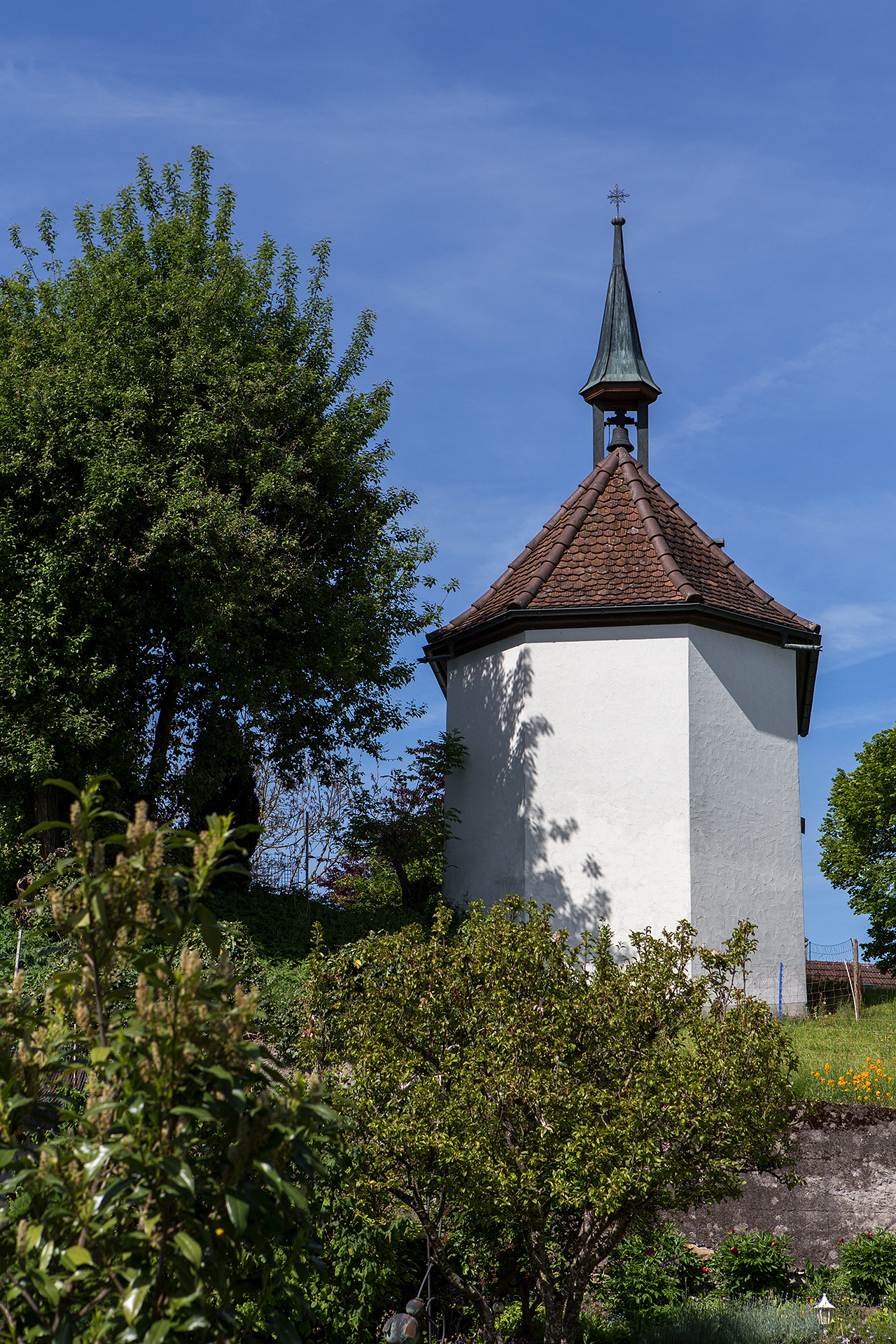
Nothelferkapelle
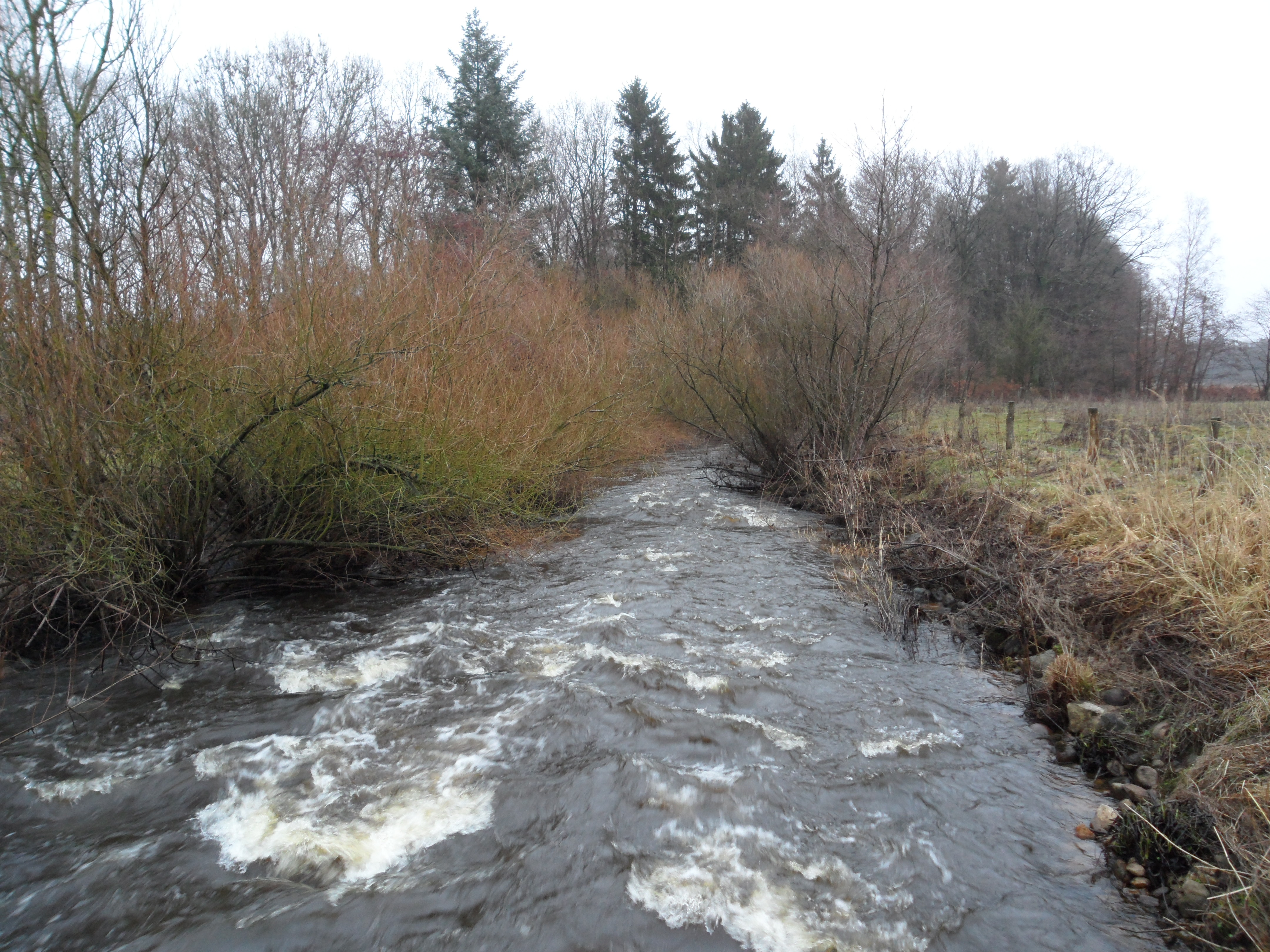
An der Bünz

## Politik und Recht
Die Versammlung der Stimmberechtigten, die Gemeindeversammlung, übt die Legislativgewalt aus. Ausführende Behörde ist der fünfköpfige Gemeinderat. Er wird im Majorzverfahren vom Volk gewählt, seine Amtsdauer beträgt vier Jahre. Der Gemeinderat führt und repräsentiert die Gemeinde. Dazu vollzieht er die Beschlüsse der Gemeindeversammlung und die Aufgaben, die ihm vom Kanton zugeteilt wurden. Für Rechtsstreitigkeiten ist in erster Instanz das Bezirksgericht Muri zuständig. Bünzen gehört zum Friedensrichterkreis XIII (Muri).

## Wirtschaft
In Bünzen gibt es gemäss der im Jahr 2015 erhobenen Statistik der Unternehmensstruktur (STATENT) rund 260 Arbeitsplätze, davon 21 % in der Landwirtschaft, 32 % in der Industrie und 47 % im Dienstleistungssektor. Hergestellt werden unter anderem Verpackungsmaschinen, Rollläden und orthopädische Geräte. Die Mehrheit der Erwerbstätigen sind Wegpendler und arbeitet in den umliegenden Gemeinden.

## Verkehr
Obwohl das Dorf abseits des Durchgangsverkehrs liegt, ist es verkehrstechnisch gut erschlossen. Rund einen Kilometer westlich verläuft die Hauptstrasse 25 zwischen Lenzburg und Sins. Nebenstrassen führen nach Wohlen und Rottenschwil. Eine Postautolinie verkehrt vom Bahnhof Wohlen über Waldhäusern und Bünzen nach Muri. Rund einen Kilometer südwestlich von Bünzen liegt der Bahnhof Boswil-Bünzen an der SBB-Strecke Aarau–Arth-Goldau.

## Bildung
Die Gemeinde verfügt über einen Kindergarten. Die Primarschule wird als Kreisschule Bünz geführt, mit zwei Schulstandorten in Bünzen und Besenbüren.  Die Sekundarschule und die Realschule können in Boswil besucht werden, die Bezirksschule in Muri. Das nächstgelegene Gymnasium ist die Kantonsschule Wohlen.

## Persönlichkeiten
- Carl Roman Abt (1850–1933), Konstrukteur von Zahnradbahnen
- Heinrich Eugen Abt (1854–1937), Nationalrat und Agrarpolitiker
- Heinrich Roman Abt (1883–1942), Nationalrat
- Siegfried Abt (1844–1884), Jurist, Journalist und Diplomat
- Martin Rosenberg (1908–1976), Journalist und Parteimanager